# Cancro nero
Il Cancro Nero (chiamato anche Olio Nero, Liquido Nero, Virus alieno o Il Purificatore) è, nella serie televisiva X-Files, la rappresentazione dell'enzima vitale degli alieni colonizzatori della Terra.
Il virus ha la capacità di spostarsi all'interno della vittima ed è visibile al di sotto della pelle e negli occhi; il liquido virale uccide altri esseri umani emettendo radiazioni, e al tempo stesso protegge l'individuo infetto dai danni.
Il Consorzio, in collaborazione con gli alieni colonizzatori, ha trovato il modo di far contagiare le persone tramite l'uso di api cercando di realizzare segretamente un vaccino per proteggere i propri membri.
In X-Files - Il film viene mostrato come il virus subisca una mutazione dando origine ad una nuova entità biologica extraterrestre. L'ospite funge da incubatrice di una nuova creatura aliena.
Il virus originario, secondo l'Uomo dalle mani curate, sarebbe stato portato da un meteorite rimanendo in uno stato di ibernazione latente per secoli.